# Scopula prosaula
Scopula prosaula är en fjärilsart som beskrevs av Guest 1887. Scopula prosaula ingår i släktet Scopula och familjen mätare. Inga underarter finns listade.